# Collegio di Runnymede and Weybridge
Runnymede and Weybridge è un collegio elettorale inglese situato nel Surrey rappresentato alla Camera dei comuni del parlamento del Regno Unito. Elegge un membro del parlamento con il sistema maggioritario a turno unico; l'attuale parlamentare è Ben Spencer, eletto con il Partito Conservatore nel 2019.

## Estensione

Runnymede and Weybridge dal 2010 al 2024

Il collegio copre l'intera area del borough di Runnymede, e anche la città di Weybridge nel distretto di Elmbridge.
Dal 2010 al 2024 il collegio constava dei seguenti ward:
- Oatlands Park, St George's Hill, Weybridge North, Weybridge South nel Borough di Elmbridge
- Addlestone Bourneside, Addlestone North, Chertsey, Meads, St Ann's, South and Row Town, Egham, Hythe, Town, Englefield Green East, Englefield Green West, Foxhills, New Haw, Thorpe, Virginia Water, e Woodham nel Borough di Runnymede[1]

A partire dal 2024 è costituito dai seguenti ward:
- Cobham and Downside; Oxshott and Stoke D’Abernon; Weybridge Riverside e Weybridge St. George’s Hill nel borgo di Elmbridge;
- Addlestone North; Addlestone South; Chertsey Riverside; Chertsey St. Ann’s; Egham Hythe; Egham Town; Longcross, Lyne and Chertsey South; New Haw; Ottershaw; Thorpe e Woodham and Rowtown nel borgo di Runnymede.

## Storia
Il collegio fu creato nel 1997 da parti degli ex collegi di Chertsey and Walton e North West Surrey.
Sin dalla creazione, è rappresentato dal conservatore Philip Hammond, che è stato ministro nel governo di coalizione di David Cameron e in seguito ha ricoperto due delle alte cariche dello stato del Regno Unito, ossia Segretario di Stato per gli affari esteri e del Commonwealth (2014—2016) e Cancelliere dello Scacchiere (dal 2016).
Il collegio rappresenta un seggio sicuro per i conservatori sia per il periodo di mantenimento, sia per il vantaggio riportato; il margine più stretto di vittoria è stato quello alle elezioni del 1997, con il 19,2% dei voti di vantaggio.

## Membri del parlamento
| Elezione | Elezione | Deputato       | Partito      | Note                                                                     |
| -------- | -------- | -------------- | ------------ | ------------------------------------------------------------------------ |
|          | 1997     | Philip Hammond | Conservatore | Segretario di Stato per gli affari esteri e del Commonwealth (2014—2016) |
|          | 2019     | Philip Hammond | Indipendente |                                                                          |
|          | 2019     | Ben Spencer    | Conservatore |                                                                          |

## Elezioni

### Elezioni negli anni 2020
| Partito                    | Partito                                   | Candidato                  | Risultati 4 luglio 2024 | Risultati 4 luglio 2024 |
| Partito                    | Partito                                   | Candidato                  | Voti                    | %                       |
| -------------------------- | ----------------------------------------- | -------------------------- | ----------------------- | ----------------------- |
|                            | Conservatore                              | Ben Spencer                | 18 442                  | 38,22                   |
|                            | Lib Dem                                   | Ellen Nicholson            | 10 815                  | 22,41                   |
|                            | Laburista                                 | Robert King                | 9 963                   | 20,65                   |
|                            | Reform UK                                 | Stewart Mackay             | 6 419                   | 13,30                   |
|                            | Verde                                     | Steve Ringham              | 1 954                   | 4,05                    |
|                            | Indipendente                              | Michael Cressey            | 518                     | 1,07                    |
|                            | UKIP                                      | Nicholas Wood              | 142                     | 0,29                    |
|                            |                                           |                            |                         |                         |
| Iscritti                   | Iscritti                                  | Iscritti                   | 73 610                  | 100,00                  |
| ↳ Votanti (% su iscritti)  | ↳ Votanti (% su iscritti)                 | ↳ Votanti (% su iscritti)  | 48 253                  | 65,55                   |
| ↳ Astenuti (% su iscritti) | ↳ Astenuti (% su iscritti)                | ↳ Astenuti (% su iscritti) | 25 357                  | 34,45                   |
|                            |                                           |                            |                         |                         |
|                            | Esito: collegio confermato a Conservatore |                            |                         |                         |

### Elezioni negli anni 2010
| Partito                    | Partito                                   | Candidato                  | Risultati 12 dicembre 2019 | Risultati 12 dicembre 2019 |
| Partito                    | Partito                                   | Candidato                  | Voti                       | %                          |
| -------------------------- | ----------------------------------------- | -------------------------- | -------------------------- | -------------------------- |
|                            | Conservatore                              | Ben Spencer                | 29 262                     | 54,91                      |
|                            | Laburista                                 | Robert King                | 10 992                     | 20,63                      |
|                            | Lib Dem                                   | Rob O'Carroll              | 9 236                      | 17,33                      |
|                            | Verdi                                     | Benjamin Smith             | 1 876                      | 3,52                       |
|                            | Indipendente                              | Stewart Mackay             | 777                        | 1,46                       |
|                            | Indipendente                              | Lorna Rowland              | 670                        | 1,26                       |
|                            | UKIP                                      | Nicholas Wood              | 476                        | 0,89                       |
|                            |                                           |                            |                            |                            |
| Iscritti                   | Iscritti                                  | Iscritti                   | 77 196                     | 100,00                     |
| ↳ Votanti (% su iscritti)  | ↳ Votanti (% su iscritti)                 | ↳ Votanti (% su iscritti)  | 53 289                     | 69,03                      |
| ↳ Astenuti (% su iscritti) | ↳ Astenuti (% su iscritti)                | ↳ Astenuti (% su iscritti) | 23 907                     | 30,97                      |
|                            |                                           |                            |                            |                            |
|                            | Esito: collegio confermato a Conservatore |                            |                            |                            |

| Partito                    | Partito                                   | Candidato                  | Risultati 8 giugno 2017 | Risultati 8 giugno 2017 |
| Partito                    | Partito                                   | Candidato                  | Voti                    | %                       |
| -------------------------- | ----------------------------------------- | -------------------------- | ----------------------- | ----------------------- |
|                            | Conservatore                              | Philip Hammond             | 31 436                  | 60,91                   |
|                            | Laburista                                 | Fiona Dent                 | 13 386                  | 25,94                   |
|                            | Lib Dem                                   | John Vincent               | 3 765                   | 7,30                    |
|                            | UKIP                                      | Nicholas Wood              | 1 675                   | 3,25                    |
|                            | Verdi                                     | Lee-Anne Lawrance          | 1 347                   | 2,61                    |
|                            |                                           |                            |                         |                         |
| Iscritti                   | Iscritti                                  | Iscritti                   | 75 784                  | 100,00                  |
| ↳ Votanti (% su iscritti)  | ↳ Votanti (% su iscritti)                 | ↳ Votanti (% su iscritti)  | 51 609                  | 68,10                   |
| ↳ Astenuti (% su iscritti) | ↳ Astenuti (% su iscritti)                | ↳ Astenuti (% su iscritti) | 24 175                  | 31,90                   |
|                            |                                           |                            |                         |                         |
|                            | Esito: collegio confermato a Conservatore |                            |                         |                         |

| Partito                    | Partito                                   | Candidato                  | Risultati 7 maggio 2015 | Risultati 7 maggio 2015 |
| Partito                    | Partito                                   | Candidato                  | Voti                    | %                       |
| -------------------------- | ----------------------------------------- | -------------------------- | ----------------------- | ----------------------- |
|                            | Conservatore                              | Philip Hammond             | 29 901                  | 59,74                   |
|                            | Laburista                                 | Arran Neathey              | 7 767                   | 15,52                   |
|                            | UKIP                                      | Joe Branco                 | 6 951                   | 13,89                   |
|                            | Lib Dem                                   | John Vincent               | 3 362                   | 6,72                    |
|                            | Verdi                                     | Rustam Majainah            | 2 071                   | 4,14                    |
|                            |                                           |                            |                         |                         |
| Iscritti                   | Iscritti                                  | Iscritti                   | 73 750                  | 100,00                  |
| ↳ Votanti (% su iscritti)  | ↳ Votanti (% su iscritti)                 | ↳ Votanti (% su iscritti)  | 50 224                  | 68,10                   |
| ↳ Astenuti (% su iscritti) | ↳ Astenuti (% su iscritti)                | ↳ Astenuti (% su iscritti) | 23 526                  | 31,90                   |
|                            |                                           |                            |                         |                         |
|                            | Esito: collegio confermato a Conservatore |                            |                         |                         |

| Partito                    | Partito                                   | Candidato                  | Risultati 6 maggio 2010 | Risultati 6 maggio 2010 |
| Partito                    | Partito                                   | Candidato                  | Voti                    | %                       |
| -------------------------- | ----------------------------------------- | -------------------------- | ----------------------- | ----------------------- |
|                            | Conservatore                              | Philip Hammond             | 26 915                  | 55,90                   |
|                            | Lib Dem                                   | Andrew Falconer            | 10 406                  | 21,61                   |
|                            | Laburista                                 | Paul Greenwood             | 6 446                   | 13,39                   |
|                            | UKIP                                      | Toby Micklethwait          | 3 146                   | 6,53                    |
|                            | Verdi                                     | Jenny Gould                | 696                     | 1,45                    |
|                            | Indipendente                              | David Sammons Hope         | 541                     | 1,12                    |
|                            |                                           |                            |                         |                         |
| Iscritti                   | Iscritti                                  | Iscritti                   | 72 515                  | 100,00                  |
| ↳ Votanti (% su iscritti)  | ↳ Votanti (% su iscritti)                 | ↳ Votanti (% su iscritti)  | 48 150                  | 66,40                   |
| ↳ Astenuti (% su iscritti) | ↳ Astenuti (% su iscritti)                | ↳ Astenuti (% su iscritti) | 24 365                  | 33,60                   |
|                            |                                           |                            |                         |                         |
|                            | Esito: collegio confermato a Conservatore |                            |                         |                         |

### Elezioni negli anni 2000
| Partito                    | Partito                                   | Candidato                  | Risultati 5 maggio 2005 | Risultati 5 maggio 2005 |
| Partito                    | Partito                                   | Candidato                  | Voti                    | %                       |
| -------------------------- | ----------------------------------------- | -------------------------- | ----------------------- | ----------------------- |
|                            | Conservatore                              | Philip Hammond             | 22 366                  | 51,39                   |
|                            | Laburista                                 | Paul Greenwood             | 10 017                  | 23,01                   |
|                            | Lib Dem                                   | Henry Bolton               | 7 771                   | 17,85                   |
|                            | UKIP                                      | Anthony Micklethwait       | 1 719                   | 3,95                    |
|                            | Verdi                                     | Charles Gilman             | 1 180                   | 2,71                    |
|                            | Monster Raving Loony                      | Andrew Collett             | 358                     | 0,82                    |
|                            | UK Community Issues Party                 | Katrina Osman              | 113                     | 0,26                    |
|                            |                                           |                            |                         |                         |
| Iscritti                   | Iscritti                                  | Iscritti                   | 74 146                  | 100,00                  |
| ↳ Votanti (% su iscritti)  | ↳ Votanti (% su iscritti)                 | ↳ Votanti (% su iscritti)  | 43 524                  | 58,70                   |
| ↳ Astenuti (% su iscritti) | ↳ Astenuti (% su iscritti)                | ↳ Astenuti (% su iscritti) | 30 622                  | 41,30                   |
|                            |                                           |                            |                         |                         |
|                            | Esito: collegio confermato a Conservatore |                            |                         |                         |

| Partito                    | Partito                                   | Candidato                  | Risultati 7 giugno 2001 | Risultati 7 giugno 2001 |
| Partito                    | Partito                                   | Candidato                  | Voti                    | %                       |
| -------------------------- | ----------------------------------------- | -------------------------- | ----------------------- | ----------------------- |
|                            | Conservatore                              | Philip Hammond             | 20 646                  | 48,66                   |
|                            | Laburista                                 | Jane Briginshaw            | 12 286                  | 28,96                   |
|                            | Lib Dem                                   | Chris Bushill              | 6 924                   | 16,32                   |
|                            | UKIP                                      | Christopher Brownen        | 1 332                   | 3,14                    |
|                            | Verdi                                     | Charles Gilman             | 1 238                   | 2,92                    |
|                            |                                           |                            |                         |                         |
| Iscritti                   | Iscritti                                  | Iscritti                   | 75 625                  | 100,00                  |
| ↳ Votanti (% su iscritti)  | ↳ Votanti (% su iscritti)                 | ↳ Votanti (% su iscritti)  | 42 426                  | 56,10                   |
| ↳ Astenuti (% su iscritti) | ↳ Astenuti (% su iscritti)                | ↳ Astenuti (% su iscritti) | 33 199                  | 43,90                   |
|                            |                                           |                            |                         |                         |
|                            | Esito: collegio confermato a Conservatore |                            |                         |                         |

## Risultati dei referendum

### Referendum sulla permanenza del Regno Unito nell'Unione europea del 2016
|             | Collegio                | Lasciare UE % | Rimanere in UE % |
| ----------- | ----------------------- | ------------- | ---------------- |
|             | Runnymede and Weybridge | 49,8%         | 50,2%            |
|             | Inghilterra             | 53,3%         | 46,7%            |
| Regno Unito | 51,9%                   | 48,1%         |                  |